# Brita Olhagen
Brita Maria Olhagen, född Sahle den 2 maj 1921 i Kvillinge församling, Östergötlands län, död 18 mars 2015 i Oscars församling, Stockholm, var en svensk journalist och matskribent.
Brita Olhagen växte upp på Malmö gård utanför Åby som dotter till lantbruksinspektören Oscar Sahle och Maria, född Olsson. 1941 började hon arbeta som journalist på Skaraposten. 1946 bytte hon till Skaraborgs läns tidning. Där träffade hon sin make Åke Olhagen, som även han var journalist. De flyttade 1958 till Stockholm, då han blivit redaktör på Bankmannaförbundets tidning Bankvärden.
Brita Olhagen specialiserade sig på att skriva om hushållssysslor, framförallt matlagning. Hon skrev på både Husmodern och Eva innan hon 1968 började som redaktionssekreterare i uppstarten av Vi Föräldrar. 1971 gick hon över till tidningen Allt om mat där hon blev kvar i 15 år, under vilka hon var delaktig i 237 nummer.
Hon avled 2015 och är gravsatt i en familjegrav på Skogskyrkogården.

## Priser och utmärkelser
- 1986 - Lilla sällskapets journaliststipendium
- 1987 - Guldpennan